# Kühne Logistics University
KLU (Kühne Logistics University) je státem akreditovaná univerzita se sídlem v německém Hamburku, která poskytuje vzdělání manažerům se silným provozním myšlením a dovednostmi postavenými na klíčových kompetenčních oblastech digitální transformace, udržitelnosti a podnikání. Za přispění prostředků neziskové organizace Kühne Foundation podporuje KLU zejména logistiku a řízení dodavatelského řetězce formou výzkumu a vzdělávání.

## Historie

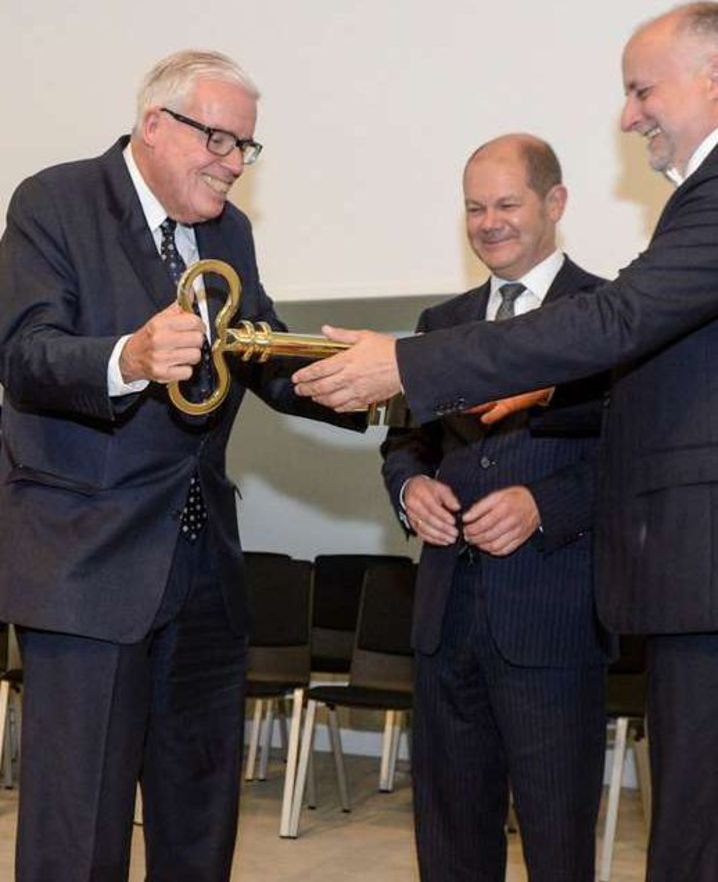
Klaus-Michael Kühne – Olaf Scholz

Soukromá univerzita KLU byla založena v roce 2010 na popud Klause-Michaela Kühneho za přispění nadace Kühne Foundation, která sídlí v Schindellegi ve Švýcarsku. V roce 2013 byl v přítomnosti bývalého starosty a současného kancléře Německa, Olafa Scholze, slavnostně otevřen univerzitní kampus v hamburské městské čtvrti HafenCity. O tři roky později došlo ve spolupráci sINSEAD k otevření logistického centra humanitární pomoci. V roce 2021 získala KLU ocenění Nejlepší univerzita na světě (Best University Worldwide) od Studyportals. V budoucnu plánuje KLU otevřít další kampusy v Asii, Latinské Americe a Africe.

## Hodnocení
Všechny kurzy KLU mají akreditaci Nadace pro mezinárodní akreditaci v obchodní správě (FIBAA). Na základě hodnocení studentů získala KLU v roce 2021 ocenění Global Student Satisfaction Award od Studyportals.

## Partnerské univerzity
- EM Strasbourg Business School
- Audencia Business School
- Terstská univerzita
- Katholieke Universiteit Leuven
- Erasmus University Rotterdam
- Univerzita Tchung-ťi
- Nottinghamská univerzita

## Předsedové
- Wolfgang Peiner (2010–2012)[4]
- Thomas Strothotte (2013–2022)[5]
- Andreas Kaplan (od roku 2023)[6]